# アルゼンチン北西部

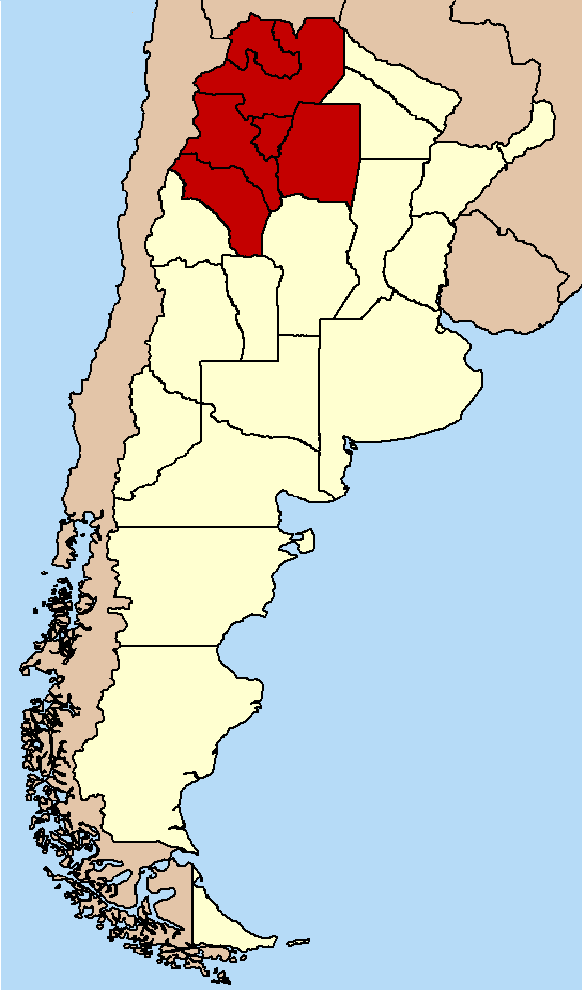
アルゼンチン北西部地方（ラ・リオハ州を含む）

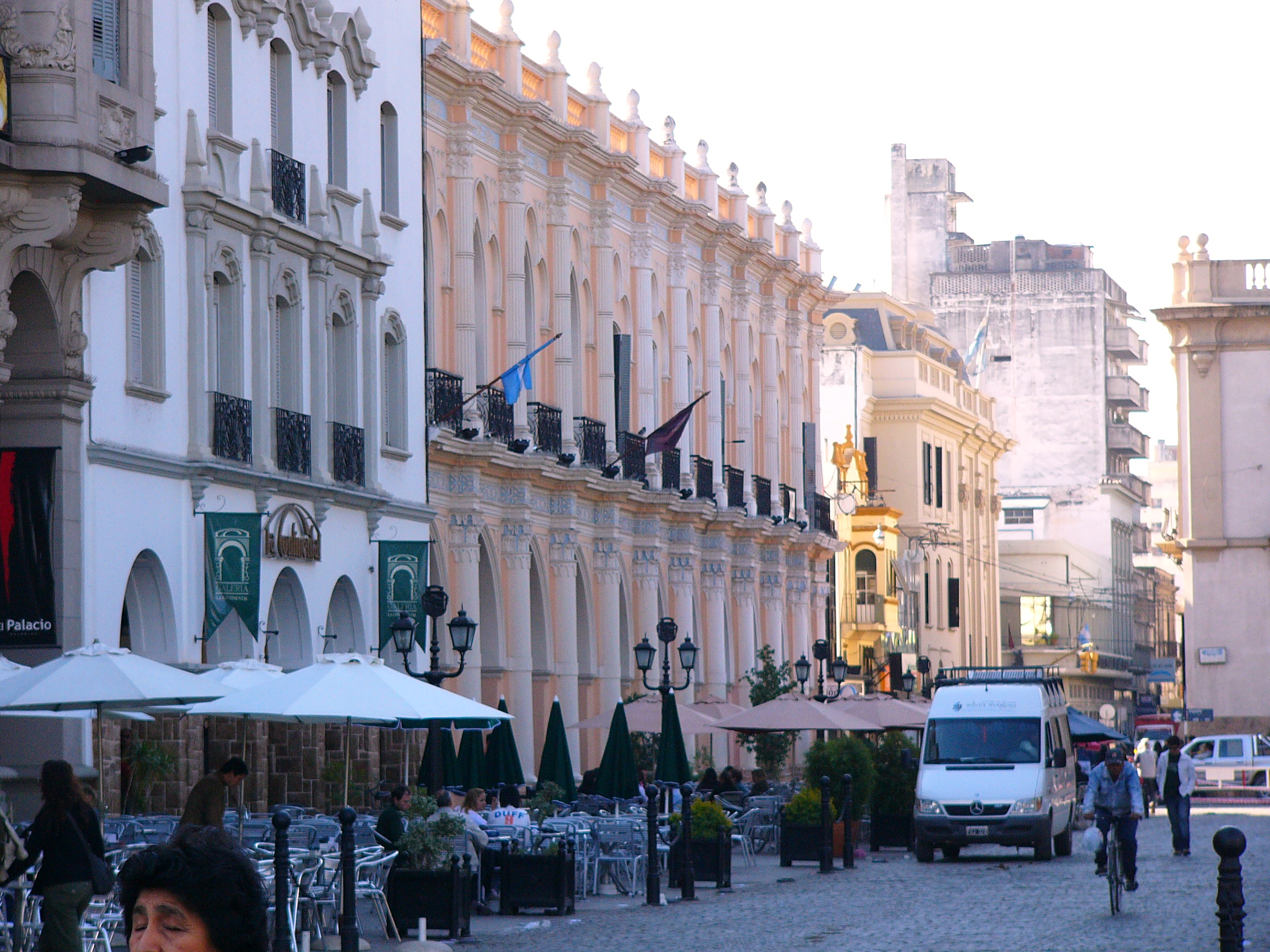
サルタ州の州都サルタ

アルゼンチン北西部(スペイン語: Noroeste Argentino)は、アルゼンチンの歴史的地方で、カタマルカ州、フフイ州、サルタ州、サンティアゴ・デル・エステーロ州、トゥクマン州から構成される。ラ・リオハ州を含む（一般にはクージョに区分される）こともあり、サンティアゴ・デル・エステーロ州を含まない（その場合はグラン・チャコに区分される）こともある。

## 地理
北西部は5つの異なる生物群を持っている。
- サブ＝アンデスの湿潤な東山脈
- 肥沃な渓谷
- 峡谷
- アンデス山脈の高山
- アルティプラーノ高原またはプーナ高原

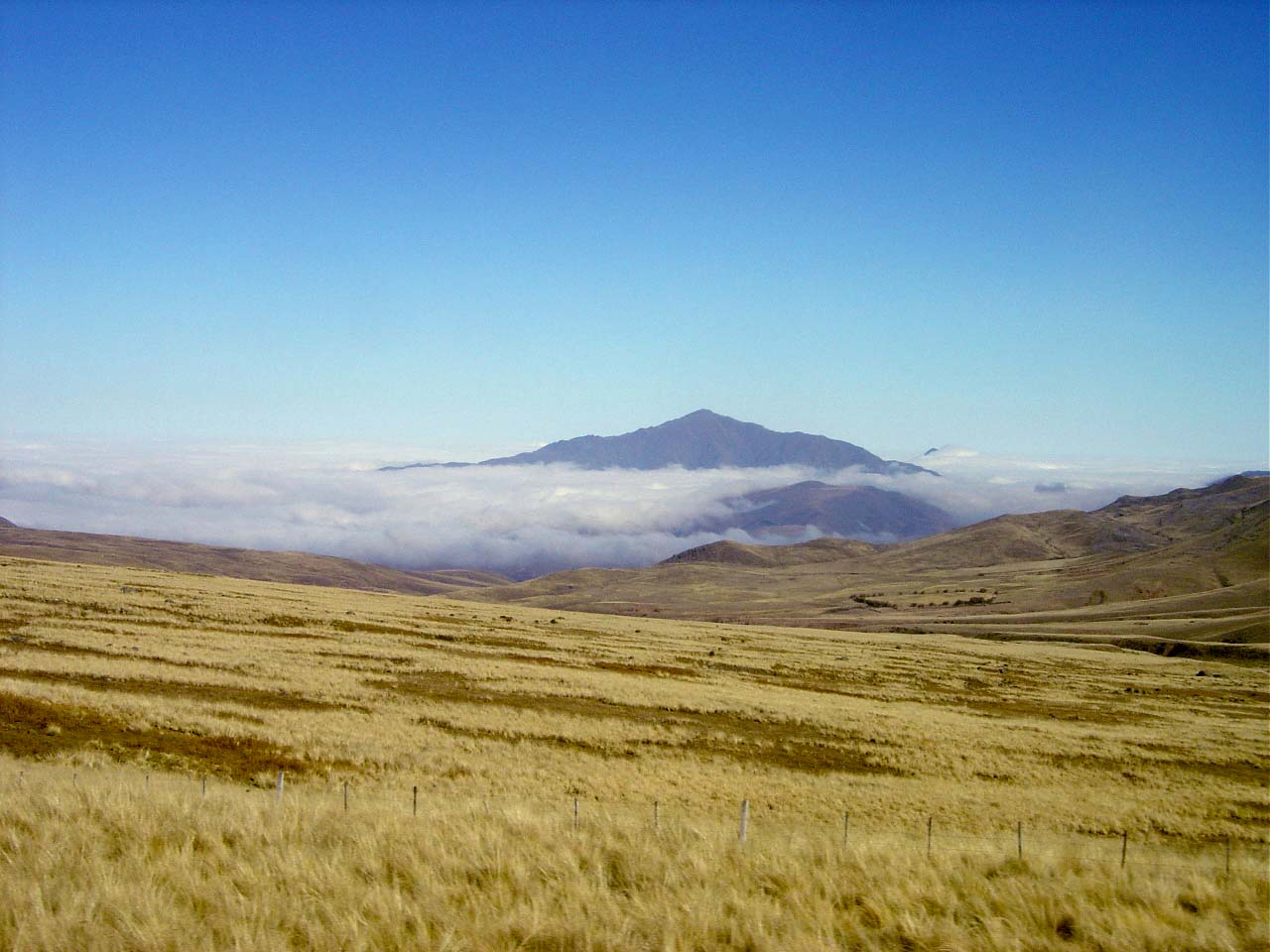
トゥクマン州のタフィ盆地

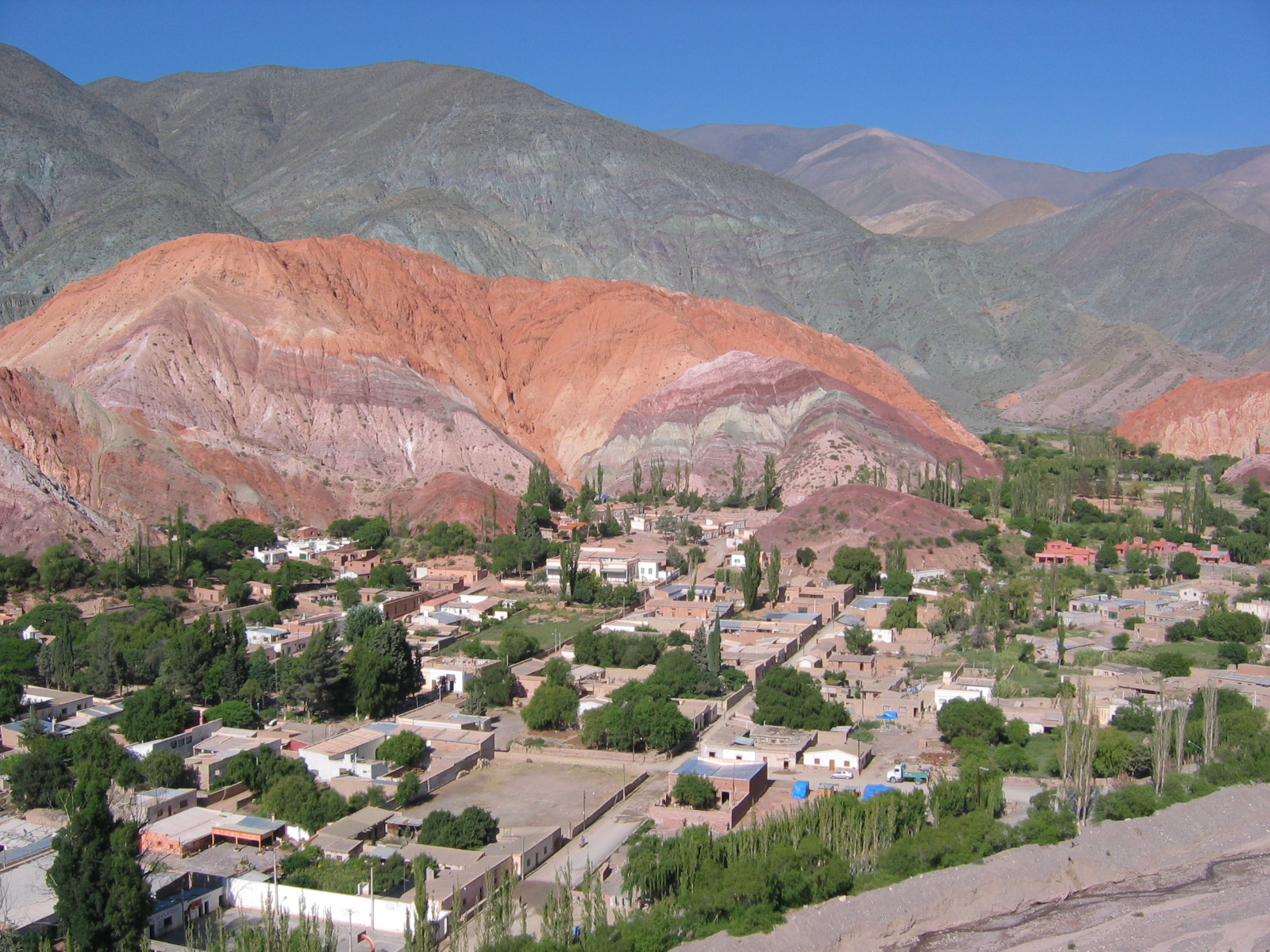
フフイ州のシエテ・コローレス山

東側にあるユンガス地方のジャングルの外部、グラン・チャコ地方近くでは、河川の流域近くがこの地域唯一の肥沃な土地である。古代の河川が、ウマウアカ渓谷やカルチャキ渓谷のような、一連の赤土の峡谷を形成した。アンデス山脈の高峰は6,000mにも達し、プーナ高原や北ボリビアからアルゼンチンに延びるアルティプラーノ高原は3,500mに達する。

## 気候
アンデス山脈東斜面からの東風が北西部に湿度をもたらす。この地域はボリビア・ユンガス地方のジャングルのように、豊富な雨量による亜熱帯気候である。乾燥した風が西に向かって吹き続け、プーナ高原と不毛なアンデスの草原西側に大きな温度差をもたらし、この地域の大部分を特徴づけている。北西部の大部分の地域では、南半球の夏季（12月-3月）に豪雨が起こり、年間降水量約700mmの大部分が降る。

## 経済
この地域の人口や経済活動の大部分は、肥沃な渓谷に集中している。これらのうち、サトウキビ、タバコ、柑橘類の栽培がもっとも重要な産業であり、牛やヤギの飼育も重要である。主要な産業はサトウキビや食品関連産業だが、大規模なアルトス・オルノス・サパーラ鉄鋼炉がある。鉱業には鉛、銀、亜鉛、塩、炭化水素の抽出などがある。

### 観光産業

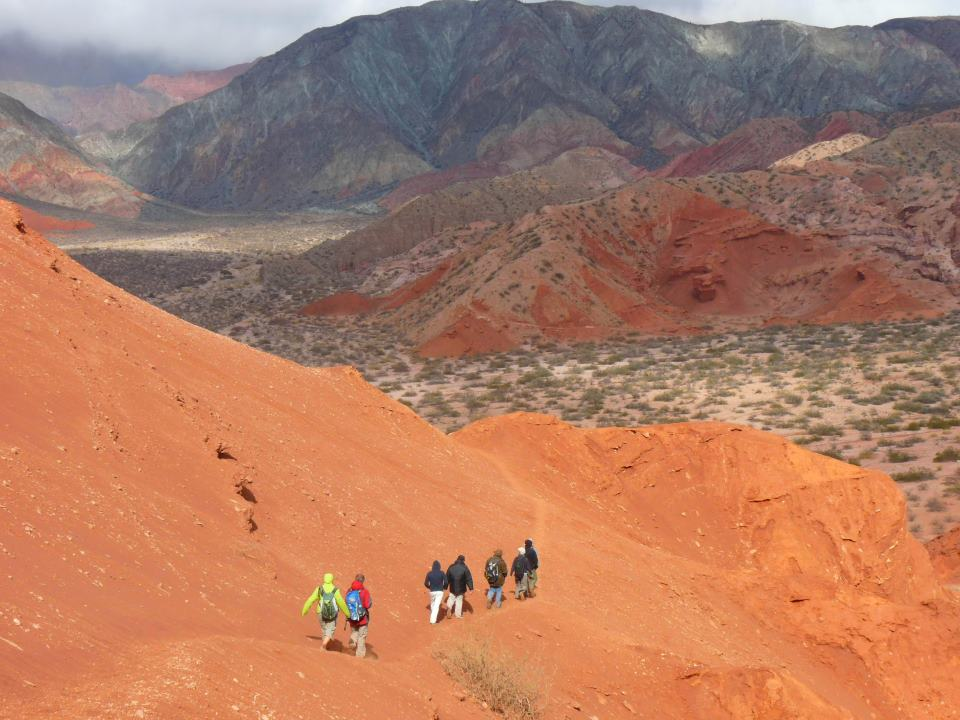
ケブラーダ・デ・ラス・コンチャのトレッキング

北西部にはアルゼンチン国内からだけでなく、世界中（特にヨーロッパ）から観光客が訪れる。もっとも人気のある観光地はウマウアカ渓谷、シエテ・コローレス山、カファジェテ、カルチャキレス盆地、タフィ盆地などであり、各州の州都であるサン・ミゲル・デ・トゥクマン、サン・フェルナンド・デル・バジェ・デ・カタマルカ、サルタ、サン・サルバドール・デ・フフイである。
北西部にある国立公園は、バリトゥ国立公園、カリレグア国立公園、エル・レイ国立公園、ロス・カルドネス国立公園、カンポ・デ・ロス・アリソス国立公園の5ヶ所である。

## 文化
地理面もさることながら、北西部は文化的にも興味深い。ケチュアやアイマラの文化に強い影響を受けており、よりヨーロッパ的なブエノスアイレスとははっきりと区別されている。これらの民族の影響は、音楽、衣服、人々の習慣などで確認することができる。

### 教育
サン・ミゲル・デ・トゥクマンには、1914年に設立された国立トゥクマン大学と、1948年に設立された国立工科大学と、1965年に設立された聖トマス・アクィナス北部大学、聖パウルT大学がある。サンティアゴ・デル・エステーロには、1960年に設立された私立のカトリック大学と、1973年に設立された国立サンティアゴ・デル・エステーロ大学がある。サン・サルバドール・デ・フフイには、1973年に設立された国立フフイ大学がある。

## 交通
空路
サルタにあるマルティン・ミゲル・デ・グエメス国際空港、サン・ミゲル・デ・トゥクマンのテニエンテ・ヘネラル・ベンハミン・マティエンソ国際空港、サン・サルバドール・デ・フフイ近郊にあるゴベルナドール・オラシオ・グスマン国際空港と、北西部にはみっつの国際空港がある。さらに、サン・フェルナンド・デル・バジェ・デ・カタマルカにはコロネル・フェリペ・バレーラ空港が、サンティアゴ・デル・エステーロにはサンティアゴ・デル・エステーロ空港がある。いずれの空港もブエノスアイレスまでの定期便を持っており、その他には北西部内の空港同士を結ぶ定期便、ボリビアやチリへの定期便がある場合もある。
道路
首都ブエノスアイレスからロサリオやコルドバを経由し、北西部に向けて国道9号が走っている。国道9号はサンティアゴ・デル・エステーロ州西部を北上し、サンティアゴ・デル・エステーロの脇を通ってトゥクマン州に入る。北西部の中心地であるサン・ミゲル・デ・トゥクマンを通り、さらに北上してサルタ州に入る。サルタ州メタンでは東側に国道16号が分岐しており、国道16号はサンティアゴ・デル・エステーロ州北部を通ってチャコ州・レシステンシアまで走っている。国道9号はサルタ州中央部で国道51号が分岐し、国道51号は州都サルタを通ってチリとの国境を越えている。国道51号との分岐後すぐにフフイ州に入り、サン・サルバドール・デ・フフイを超えると山岳地帯を通ってボリビアとの国境を越えている。
鉄道
チリから国境を越えてアルゼンチンにやってくる鉄道はサルタが終着地となっている。